# Delilah (Marschflugkörper)
Der Delilah ist ein Marschflugkörper und Loitering Weapon mittlerer Reichweite. Er wird von dem israelischen Konzern Israel Military Industries produziert.

## Entwicklung
Die Entwicklung bei der damaligen TAAS begann in den 1980er-Jahren. Der Entwurf basiert auf der MQM-74-Chukar-Zieldrohne. Zuerst war Delilah als eine Anti-Radar-Drohne konzipiert. Diese sollte in feindliches Gebiet fliegen, dort Radaranlagen lokalisieren und sie zerstören. Diese Drohne wurde Ende der 1980er-Jahre unter der Bezeichnung STAR-1 von den israelischen Streitkräften eingeführt. Basierend auf diesem Konzept entstand später der Delilah-Marschflugkörper. Dieser wurde 1995 von den israelischen Streitkräften eingeführt. Weiterhin arbeitet man bei IMI an einer Ausführung der Delilah für den Einsatz auf U-Booten. Diese Ausführung soll eine Reichweite von 300 bis 400 km besitzen. Des Weiteren arbeitete man in den 1990er-Jahren zusammen mit China an einem luftgestützten Marschflugkörper auf der Basis des Delilah.

## Technik
Delilah kann gegen Schiffe, Fahrzeuge und Gebäude eingesetzt werden. Er kann von Flugzeugen, Hubschraubern, Schiffen und Fahrzeugen aus eingesetzt werden. Außer bei dem Start ab Flugzeugen wird der Marschflugkörper beim Start durch einen Feststoffbooster beschleunigt. Nach dem Ausbrennen des Boosters wird dieser abgeworfen und das Turbojet-Marschtriebwerk zündet. Der Flug zum Ziel kann im Konturenflug oder in einer maximalen Flughöhe von 9144 m erfolgen. Es wird eine Präzision (CEP) von rund 1 m erreicht.
Delilah navigiert primär mit ihrem GPS/INS-System. Zum Endanflug kommt ein FLIR-Sensor zum Einsatz. Ein 2-Wege-Datenlink überträgt ein TV-Bild zum Operateur, mit dessen Hilfe dieser Ziele anvisieren kann (man-in-the-loop). Hierdurch ist auch die Bekämpfung von fahrenden Zielen (bis 50 km/h) möglich. Wird das Ziel durch den Bediener nicht gleich entdeckt, so kann der Marschflugkörper für längere Zeit über dem Zielgebiet kreisen und der Bediener kann versuchen, das eigentliche Ziel doch noch auszumachen oder andere Ziele bekämpfen. Die maximale Flugdauer beträgt 22 Minuten.
Delilah kann auch autonom gegen vorprogrammierte Ziele eingesetzt werden. Zur Einsatz- und Flugplanung kann eine Vielzahl von Wegpunkten festgelegt werden. Falls erforderlich, kann der Lenkflugkörper mit dem 2-Wege-Datenlink auch nach dem Start umprogrammiert werden.
Der Sprengkopf besteht aus einer panzerbrechenden Ladung mit einem Splittermantel. Der Zünder kann in unterschiedlichen Betriebsmodi (Aufschlag- oder Verzögerungszünder) eingestellt werden, um sowohl Oberflächenziele als auch verbunkerte und gepanzerte Objekte wirksam bekämpfen zu können.

## Varianten
- Delilah-AL: Für den Einsatz von Flugzeugen.
- Delilah-HL: Für den Einsatz von Hubschraubern.
- Delilah-SL: Variante mit Klappflügeln für den Einsatz von Schiffen.
- Delilah-GL: Variante mit Klappflügeln für den Einsatz von Fahrzeugen.

## Einsatz
Der erste Einsatz der Delilah erfolgte 2006. Eine unbekannte Anzahl Delilah wurden durch F-16D der IAF gegen Ziele im Libanon eingesetzt. Am 9. Mai 2018 wurden mehrere Delilah gegen Ziele in Syrien eingesetzt. Die Marschflugkörper zerstörten neben syrischen und iranischen Militäranlagen auch S-75-, S-200-, Buk-M2- und Panzir-S1-Flugabwehrsysteme.

## Nutzer
Israel